# Prelatura v Ostrovačicích
Prelatura v Ostrovačicích v okrese Brno-venkov se nachází u tamního kostela sv. Jana Křtitele a sv. Václava. Společně s přilehlou farou je chráněna jako kulturní památka České republiky.

## Historie
Ostrovačice od středověku patřily benediktinům. Poprvé zde byl roku 1255 doložen jako patron kostela břevnovský opat Martin I. V letech 1469 a 1619 bylo ostrovačické zboží zastaveno, ale opět se vrátilo do majetku řádu. Mniši benediktinského kláštera v Rajhradě pak od druhé čtvrtiny 17. století obsazovali ostrovačickou faru jako její administrátoři. Právě na ni se na přelomu 17. a 18. století několikrát ukryli, když klášteru hrozilo nebezpečí: poprvé roku 1683, když se obávali polského vojska, táhnoucího na pomoc Vídni obležené Turky, znovu v letech 1703–1704 utekli před kurucy a snad také roku 1707. Benediktini si zde proto dali v letech 1723–1724 vybudovat jednopatrovou rezidenci (prelaturu) s kaplí, která je přistavěna k zadní části fary, takže areál má půdorys písmene L. Rezidence sloužila také dalšímu řeholníkovi, který byl hospodářským inspektorem ostrovačického statku. V letech 1718–1784 vzrostl význam Ostrovačic jako poutního místa, které papež Klement IX. nadal odpustky. Sídlilo zde také laické bratrstvo, jež pečovalo o kostel.
Budova rezidence byla v roce 1765 rozšířena, nepochybně byly renovovány interiéry. K opravě zámečku došlo roku 1849. V posledních letech byla rezidence využívána účelově a v roce 2007 byl její stav havarijní.

## Architektura
Původní plány v roce 1718 objednal rajhradský probošt Anton Pirmus. Podle starší hypotézy je údajně vytvořil Jan Blažej Santini-Aichel, podle formální analýzy Antonína Jirky to měl být Christian Alexander Oedtl; nejsou však dochovány. Stavba zámečku proběhla v letech 1723 a 1724, jejím autorem byl František Benedikt Klíčník, který stavbu také realizoval. Z roku 1765 je při adaptaci budov doložena práce zednického mistra – políra Matyáše Jednušky z Moravského Krumlova, který signoval dochované plány.

## Interiéry
Ve společenských prostorách se dochovaly barokní nástěnné malby s alegoriemi Stvoření světa a Boží moudrosti. V kapli zůstala dekorativní malba stěn, výklenek s kamennou oltářní menzou a dekorací zrušeného oltáře. V letech 2016–2021 církev zahájila jejich rekonstrukci.